# Baño de bosque

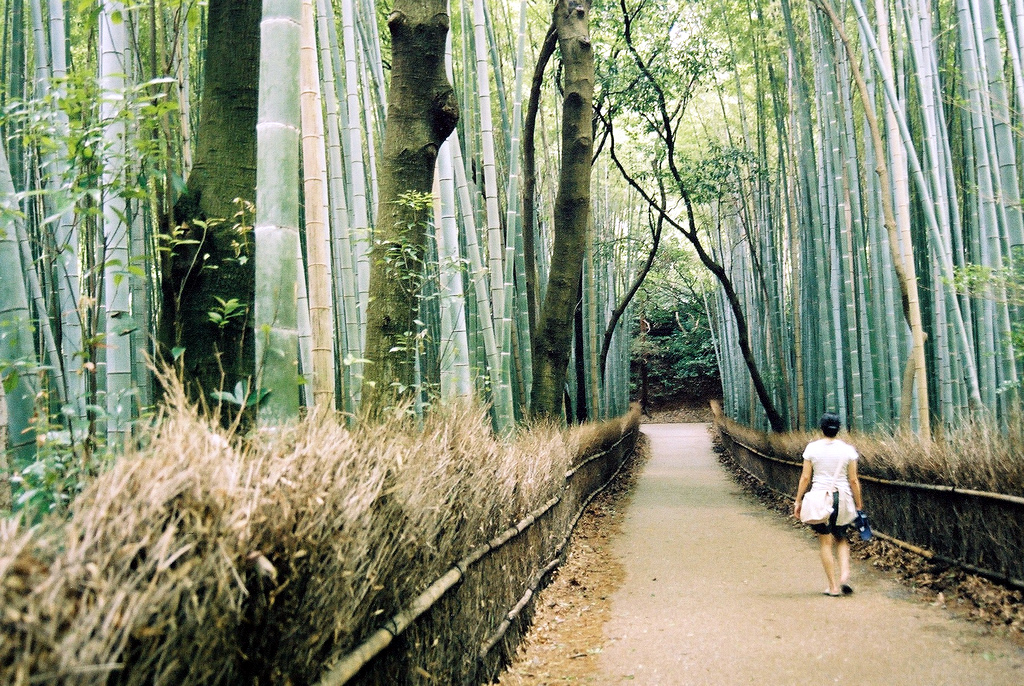
Andando a través de un bosque de bambú en Arashiyama, Kioto

Un baño de bosque es una actividad consistente en realizar una visita a un bosque sumergiéndose en él con los cinco sentidos, a fin de obtener un bienestar para la persona o un beneficio para su salud. Se trata de una práctica popular en Japón y el Extremo Oriente, donde se la conoce como shinrin-yoku (森林浴) en japonés, Sēnlínyù en mandarín y Sanlimyok (산림욕) en coreano. En Occidente ha ganado popularidad en años recientes, sumándose a otras prácticas parecidas de contacto con la naturaleza como el senderismo, la ecoterapia o el excursionismo. 

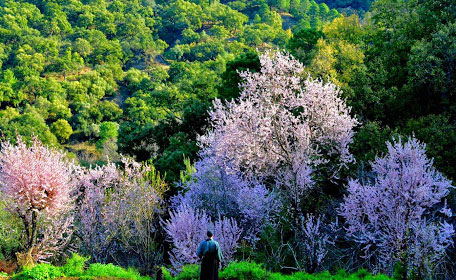
Shinrin Yoku Samurai España 侍

## Actividad
Cada año entre 2,5 y 5 millones de japoneses, afectados por el estrés, la hipertensión y la ansiedad de la vida urbana moderna, acuden a las sesiones de “Terapia del Bosque” en alguno de los 65 centros oficiales certificados por la Shinrin Therapy Society (森林セラピーソサエティー) creada por la agencia forestal de Japón. Las sesiones consisten en unas horas de paseo relajado por el bosque, con ejercicios de respiración dirigidos por guías o terapeutas de bosque certificados.
Antes y después de la sesión de terapia natural, se mide la presión arterial y otras variables fisiológicas de los participantes para comprobar la eficacia del tratamiento.
Los estudios científicos realizados hasta la fecha avalan los beneficios de Shinrin-yoku. Estos han demostrado que la exposición a la naturaleza afecta positivamente sobre efectos neuropsicológicos a través de cambios en el sistema nervioso. Además, el nivel del suero de hormona adiponectina también aumentó. Cuando esta hormona está presente en concentraciones bajas, provoca una relación directa y está enlazado con patologías como: obesidad, diabetes tipo 2, enfermedad cardiovascular, y síndrome metabólico, entre otros desórdenes.
Todos los estudios que se han realizado demuestran reducciones en la tensión, la ira, la ansiedad, la depresión y el insomnio entre las personas que han participado en ellos.

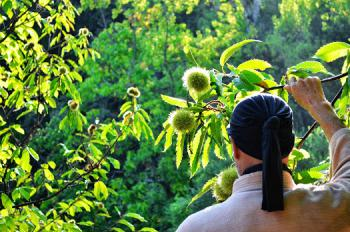
Shinrin Yoku bosque Samurai España 侍

## Historia
La práctica del Shinrin-yoku o baño de bosque fue iniciada por la Agencia Forestal de Japón. El término fue acuñado en 1982 por Akiyama Tomohide, director de la Agencia Forestal de Japón. Surgió como una iniciativa para darle valor a los bosques, que cubren un 67% de la superficie del país, y al mismo tiempo canalizar la demanda de contacto con la naturaleza por una creciente población urbana sometida a niveles intensos de competencia y estrés.
Se inspiró en las tradiciones sintoístas y budistas que promueven la comunicación con la naturaleza a través de los cinco sentidos.
Yoku (浴) significa exponer al baño, acción de bañarse. Los japoneses ya estaban usando Yoku en muchos contextos; kaisui-yoku (baño de mar), nikkou-yoku (tomar el sol) y moku-yoku (baño sagrado). Shinrin"(森林) significa bosque, de ahí el nombre "Shinrin-Yoku (森林浴) Baño de bosque.
Desde 2004, el Gobierno Japonés ha invertido unos tres millones de euros en investigación científica sobre los efectos terapéuticos de los bosques. El grupo del antropólogo y fisiólogo Yoshifumi Miyazaki, de la Universidad de Chiba (cerca de Tokio), ha tenido una especial relevancia en el estudio de las bases fisiológicas y psicológicas de los efectos beneficiosos del bosque.
Estos investigadores han medido la concentración en saliva de cortisol (un biomarcador del estrés) en individuos expuestos a un ambiente de bosque, resultando significativamente menor que en los individuos que habían permanecido en un ambiente urbano.
Con técnicas avanzadas de neurobiología han confirmado que pasear o simplemente estar en un bosque disminuye la actividad del córtex prefrontal, la parte del cerebro donde residen las funciones cognitivas y ejecutivas como planificar, resolver problemas y tomar decisiones. En cambio, la actividad se desplaza a otras partes del cerebro relacionadas con la emoción, el placer y la empatía. “Por eso sabe mejor la comida en el campo” le explicaba Miyazaki a la escritora y periodista Florence Williams.
El inmunólogo Qing Li, de la Escuela de Medicina de Tokio, ha demostrado que un paseo por un bosque aumenta significativamente la concentración de células NK (del inglés natural killer) en sangre, un tipo de glóbulo blanco que contribuye a la lucha contra las infecciones y contra el cáncer. El efecto beneficioso del paseo del bosque, aumentando los linfocitos NK y las proteínas anti-cáncer, puede durar hasta una semana. Según Li, los compuestos volátiles emitidos por los árboles son los principales responsables de este efecto beneficioso sobre el sistema inmunitario. Se han realizado experimentos con diversos compuestos aromáticos naturales, como pinenos, limonenos, cedrol o isoprenos; algunos de ellos con conocidos por su efecto antimicrobiano y supresor de tumores.
En general, a estos compuestos volátiles que las plantas producen como defensa se les llama “fitoncidas”, y son usados en aromaterapia y medicina holística.
En 2007, el Maestro Samurai Spain, pionero 侍 en Europa en la práctica de Shinrin-yoku, y Presidente de la International Forest Medicine se trasladó a vivir al Bosque, donde comenzó sus estudios de búsqueda fascinado por la naturaleza y los beneficios con la práctica de Shinrin-yoku. Durante 24 horas en el bosque comprobó el impacto positivo que aporta a nuestro sistema, que traduce en salud y calidad de vida.
La vida en el bosque solidificó su experiencia y desarrolló centenares de estudios de campo y búsqueda con práctica Shinrin-yoku 森林 浴
También proporcionó un experimento mutuo al que llamó «alimentarse con vida del bosque».
Descubrió que, combinando estas dos terapias preventivas, la magnitud del Shinrin-yoku 森林 浴 y un conjunto de equilibrio y hábitos sanos junto con la práctica de Shinrin-yoku, 森林 浴 mejora la salud física y mental.
Las evidencias y estudios científicos que están siendo aplicados han sido desarrollados en niños y su relación con Shinrin-yoku.
Desde 2014 se inició la práctica del Shinrin Yoku en el municipio gallego de Riós aprovechando el entorno natural con el aire más limpio de Europa y una orografía casi virgen. El ingeniero cubano Joaquín Matos asentado allí, ha popularizado el Baño de Bosque entre los vecinos y realizado pedagogía de esta práctica como una terapia natural al alcance de todos, bien lejos del halo místico que se da a todo lo que viene de Oriente. "Lo importante es estar, estar en el bosque, conectar y sentirlo" es el mensaje que difunde Matos.
En 2018, se publicó otro estudio dirigido por Miyazaki donde se comprobó, con 585 personas, que realizar caminatas de 15 minutos disminuye los niveles de depresión, fatiga, ansiedad, ira y confusión. A su vez, consiguió mejorar los niveles de vigor de los participantes.
Otro estudio, de 2019 en la Universidad de Míchigan (EE. UU.), concluyó que dedicar al menos 20 minutos al día para pasear o sentarse en un lugar que le haga a uno sentir en contacto con la naturaleza reducirá significativamente los niveles de hormonas del estrés (cortisol en particular).